# باولو رادميلوفيتش
باولو رادميلوفيتش (Paulo Radmilovic) هو لاعب أوليمبي لرياضة كرة الماء, السباحة من بريطانيا العظمى. شارك في الأولمبياد الصيفية في 1908–1920، وفاز بما مجموعه 4 ميداليات.

## الميداليات
| ذهب | فضة | برونز | المجموع |
| 4   | 0   | 0     | 4       |

## روابط خارجية
- باولو رادميلوفيتش على موقع الاتحاد الدولي للسباحة (الإنجليزية)
- باولو رادميلوفيتش على موقع قاعة مشاهير السباحة العالمية (الإنجليزية)
- باولو رادميلوفيتش على موقع اللجنة الأولمبية الدولية (الإنجليزية)
- باولو رادميلوفيتش على موقع أوليمبيديا (الإنجليزية)
- باولو رادميلوفيتش على موقع اللجنة الأولمبية البريطانية (الإنجليزية)